# Alfred Berger
Alfred Berger (Viena, Áustria, 25 de agosto de 1894 – 11 de junho de 1966) foi um patinador artístico austríaco que competiu em competições de duplas. Ele foi campeão olímpico em 1924 ao lado de Helene Engelmann.

## Principais resultados

### Com Helene Engelmann
| Resultados                                            | Resultados      | Resultados      | Resultados      | Resultados      | Resultados    | Resultados    | Resultados    | Resultados    | Resultados    | Resultados    | Resultados    | Resultados    |
| Internacional                                         | Internacional   | Internacional   | Internacional   | Internacional   | Internacional | Internacional | Internacional | Internacional | Internacional | Internacional | Internacional | Internacional |
| Evento/Temporada                                      | 1920– 1921      | 1921– 1922      | 1922– 1923      | 1923– 1924      |               |               |               |               |               |               |               |               |
| ----------------------------------------------------- | --------------- | --------------- | --------------- | --------------- | ------------- | ------------- | ------------- | ------------- | ------------- | ------------- | ------------- | ------------- |
| Jogos Olímpicos                                       |                 |                 |                 | Medalha de ouro |               |               |               |               |               |               |               |               |
| Campeonato Mundial                                    |                 | Medalha de ouro |                 | Medalha de ouro |               |               |               |               |               |               |               |               |
| Nacional                                              |                 |                 |                 |                 |               |               |               |               |               |               |               |               |
| Campeonato Austríaco                                  | Medalha de ouro | Medalha de ouro | Medalha de ouro |                 |               |               |               |               |               |               |               |               |
|                                                       |                 |                 |                 |                 |               |               |               |               |               |               |               |               |
| Legenda: Competição não foi disputada nesta temporada |                 |                 |                 |                 |               |               |               |               |               |               |               |               |